# Дроздовский, Богдан
Богдан Дроздовский (пол. Bohdan Drozdowski; 20 ноября 1931, Коссово Польша (ныне Ивацевичского района Брестской области Белоруссии) — 2 апреля 2013, Варшава) — польский поэт, прозаик, драматург, сценарист, публицист, журналист и переводчик.

## Биография
Член Союза борьбы молодых (1947—1948), Союза польской молодёжи (1948—1955), с 1955 — член Польской объединённой рабочей партии.
С 1952 года работал в качестве журналиста редакции «Польского радио» в Лодзи.
В 1956—1966 годах — заместитель главного редактора, а с 1966 года — главный редактор литературного журнала «Współczesność».
В 1966—1970 годы работал заместителем директора Института культуры Польши в Лондоне, с 1972 по 1986 год был главным редактором ежемесячника «Поэзия» («Poezji»).

## Творчество
Автор сборников стихов, среди прочего, «Jest takie drzewo» (1956), «Moja Polska» (1957); пьес «Kondukt» (постановка 1961), «Klatka» (постановка 1962), собранных в сборнике драматических произведений «Utwory dramatyczne» (1968); публицистических очерков («Epoka i reszta», 1967); повестей («Arnhem — ciemne światło», 1968) и др.
В 1991 г. вместе с Богданом Урбанковским издал ценную антологию «Od Staffa do Wojaczka. Польская поэзия 1939—1985».
Автор многих переводов английской литературы на польский язык.